# Adam Kisiel
Adam Swiętołdycz-Swiatołd Kisiel z Brusiłowa, łac. Adamo de Brusilow Sventoldicio Kisiel, ukr. Адам з Брусилова Свентольдич Кисіль herbu Namiot (ur. w 1600 r., zm. 3 maja 1653 w Brześciu Litewskim) – wojewoda kijowski w latach 1649–1653, wojewoda bracławski w latach 1648–1649, kasztelan czernihowski w latach 1639–1646, kasztelan kijowski w latach 1646–1648, podkomorzy czernihowski w latach 1633–1639, podczaszy wołyński w latach 1628–1633, sekretarz królewski w 1632 roku, starosta tłumacki, rotmistrz królewski w 1632 roku, ekonom kobryński w 1649 roku.
Odegrał pewną rolę podczas powstań kozackich jako przedstawiciel obozu ugodowego.
Właściciel Kisielina (daw. Kisielgród), Huszczy i Brusiłowa.

## Życiorys
W młodości studiował na Akademii w Zamościu. W armii koronnej od 1617 roku. Poseł województwa kijowskiego na sejm 1628 roku, deputat tego województwa na Trybunał Skarbowy Koronny w 1628 roku. W czasie elekcji 1632 roku został sędzią generalnego sądu kapturowego. Był elektorem Władysława IV Wazy z województwa wołyńskiego w 1632 roku. Jeszcze jako starosta nossowski wziął udział w latach 1632–1634 w wojnie smoleńskiej. W grudniu 1632 roku obok kasztelana kamienieckiego Kazimierza Piaseczyńskiego oraz księcia Jaremy Wiśniowieckiego dowodził oddziałem jazdy i Kozaków zaporoskich, walczącym w starciu zakończonym jednym z pierwszych polskich zwycięstw, rozbijając moskiewski podjazd. W lutym zagon Kisiela, Piaseczyńskiego i Wiśniowieckiego działał w okolicach Putywla; podczas drugiego najazdu w maju 1633 Wiśniowiecki, Piaseczyński i Kisiel oblegali Putywl, po czym po odstąpieniu zniechęconych Kozaków, 19 czerwca polscy dowódcy ruszyli w głąb terytorium przeciwnika, pustosząc m.in. okolice Kurska i Briańska i odcinając posiłki od głównej armii Szeina.
Był protegowanym kanclerza Tomasza Zamoyskiego.
Poseł na sejmy 1624, 1629, 1631, 1632 i 1641 roku z wołyńskiego, poseł na sejmy 1628, 1633, 1638, 1640 z województwa kijowskiego, poseł na sejmy 1637 i 1639 roku z województwa czernihowskiego. Jako senator wziął udział w sejmach: nadzwyczajnym 1647 roku, obu sejmach 1648 roku, 1649/1650 roku i 1653 roku.
W czasie powstania Kozaków w 1637, na czele których stanął Paweł Pawluk, Adam Kisiel prowadził pertraktacje ze zbuntowanymi, odciągając wielu od wzięcia udziału w nim. Po zdławieniu powstania Kisiel udał się do Trechtymirowa i rozpoczął rejestr 6000 Kozaków według nowego systemu: przysięga na posłuszeństwo królowi i Rzeczypospolitej, posłuszeństwo starszyźnie, zaniechanie wypraw na terytorium tureckie i spalenie czółen.
Był elektorem Jana II Kazimierza w 1648 roku z województwa bracławskiego i województwa czernihowskiego, podpisał jego pacta conventa. Na początku powstania Chmielnickiego wysłał do Kozaków prawosławnego mnicha, Petroniego Łaskę, który próbował nakłonić ich do zaprzestania działań wojennych. Uchwalona 22 lipca 1648 rezolucja sejmu wyznaczyła Kisiela oraz podstolego poznańskiego Aleksandra Sielskiego, podkomorzego przemyskiego Franciszka Dubrawskiego i podkomorzego mozyrskiego Teodora Michała Obuchowicza do prowadzenia rokowań z Chmielnickim. Rozmowy rozpoczęły się w lutym 1649 w Perejasławiu i zakończyły fiaskiem. Po zawartej z Kozakami ugodzie zborowskiej w dniu 6 listopada 1649 roku ponownie objął we władanie zamek w Kijowie, gdzie prowadził rokowania z Chmielnickim przybyłym do miasta 7 grudnia. Po tym, gdy nie doszło do porozumienia, wojewoda wyjechał na sejm i powrócił do Kijowa 13 marca 1650 roku prowadzić dalsze rozmowy z Chmielnickim. Po jego wyjeździe do Czehrynia, Kisiel wyjechał z Kijowa we wrześniu 1650 roku. Po bitwie pod Beresteczkiem i ugodzie w Białej Cerkwi wojewoda Kisiel w grudniu 1651 roku ponownie przybył do Kijowa i pozostał w nim do połowy 1652 roku. Był ostatnim wojewodą Rzeczypospolitej rezydującym w Kijowie.
Fundator prawosławnych klasztorów w Maksakowsku i Niskieniczach. W tym ostatnim monasterze został też pochowany.
Był wyznawcą prawosławia.
W filmie Ogniem i mieczem i 4 - odcinkowym serialu pod tym samym tytułem w roli wojewody wystąpił Gustaw Holoubek.